# Muggleswick
Muggleswick es una villa  ubicada en la región de Durham (Inglaterra) , está situada a pocas millas del este de Consett.
La villa tiene un número de granjas y  viviendas así como también la Iglesia de Inglaterra dedicada a todos los santos y el corredor de la villa (anteriormente la escuela).
La Agricultura se compone de  granjas de ovejas  con algo de ganado y  heno. Se encuentran ruinas del priorato, que fuera alguna vez un pabellón de caza para el priorato de Durham que es un edificio protegido, estos se encuentran junto a la iglesia.
En el censo de 2001  del Reino Unido  la población de la villa fue de 130 con 66 hombres y 64 mujeres.
Un área importante del sur y oeste de la aldea es absorbido por Muggleswick común, una zona de tierras altas de páramos utilizada para la cría de urogallo (y juego asociado al disparo) y el pastoreo de ovejas. Esta zona se compone principalmente de brezo con usurpación de  helechos.
El común es parte del Patrimonio de Muggleswick, Stanhope y Edmundbyers Commons y Blanchland Moor y es sitio de especial interés científico , designada como tal por Natural England por su diversidad de hábitat y la presencia de una variedad de especies de plantas y de aves de importancia nacional e internacional. Al este, el pueblo está rodeado por el Derwent Gorge y Horsleyhope Ravine, esta zona ha sido clasificada como tal debido a la variedad de especies de plantas y zonas que han permanecido libres de toda interferencia humana.
- Datos: Q2686351
- Multimedia: Muggleswick / Q2686351